# El Hamel
El Hamel (em árabe: الھامل) é uma cidade e comuna localizada na província de M'Sila, Argélia. Segundo o censo de 2008, a população total da cidade era de 11 018 habitantes.